# Горно-Країште
Горно-Країште — село у Болгарії. Розташоване у Благоєвградській області, підпорядковане громаді Белиця. Населення — 1244 чоловіки (2022).

## Політична ситуація
У місцевому кметстві Горно-Країште, куди входить село, посаду кмета (старости) обіймає Бекір Сабрі Бекір, що представляє Рух за права і свободи за результатами виборів. Мер громади — Ібрахім Алі Палєв від Руху за права і свободи[джерело?].